# ل ورمونت
ل ورمونت (به فرانسوی: Le Vermont) یک کمون در فرانسه است که در Canton of Senones واقع شده‌است.

## خصوصیات
ل ورمونت ۴٫۴۱ کیلومترمربع مساحت و ۵۳ نفر جمعیت دارد و ۶۰۰ متر بالاتر از سطح دریا واقع شده‌است.